# Алф Рамзи
Сър Алфред Ърнест „Алф“ Рамзи (на английски: Sir Alfred Ernest 'Alf' Ramsey) е бивш английски футболист и треньор. Роден е на 22 януари 1920 г. в град Дагенам, предградие на Лондон. Починал на 28 април 1999 г. в Ипсуич. Играл като защитник и десен бек. През 1967 г. е удостоен с титлата Сър. Изключителен тактик, наречен „Гений на тактическата мисъл“.

## Футболист
Като футболист Алф Рамзи е играл за два отбора. Играе във ФК Саутхемптън от 1942 до 1949 г. и Тотнъм от 1949 до 1955 г. Шампион на Англия през 1951 г. с „Тотнъм“. Участва на Световното първенство по футбол през 1950 г.

## Национален отбор
Алф Рамзи има 32 мача и 3 гола в националния отбор, в който дебютира на 1 декември 1948 г. при победата с 6 – 0 срещу Швейцария при домакинството в Лондон. Последният му мач за националния отбор е на 25 ноември 1953 г. при загубата срещу Унгария с 3:6 в Лондон.

## Треньор
Като треньор води ФК Ипсуич Таун от 1955 до 1963 г., като го извежда от трета лига до шампион на Англия през 1962 г. Постижението е уникално, защото и до днес Ипсуич е единственият отбор в английската футболна история, който е станал шампион още при своя дебют в най-високото ниво на английския футбол. Треньор на националния отбор от 1963 до 1974 г. при равносметка: 113 мача, 69 победи, 27 равенства, 17 загуби и 224 – 98 голова разлика. Води националния тим на своята страна на Световното първенство по футбол през 1966 г. (първо място), на Световното първенство по футбол през 1970 г. (четвъртфинал) и Европейското първенство по футбол през 1950 г. (трето място).

## Успехи

### Като играч
Тотнъм Хотспър
- Първа английска дивизия
  - Шампион: 1951
- Втора английска дивизия
  - Шампион: 1950
- Чарити Шийлд
  - Шампион: 1951

### Като треньор
Ипсуич Таун
- Първа английска дивизия:
  - Шампион: 1962
- Втора английска дивизия:
  - Шампион: 1961
- Трета английска дивизия (юг):
  - Шампион: 1957
- Чарити Шийлд:
  - Финалист: 1962

 Англия
- Световно първенство по футбол:
  - Шампион: 1966
- Европейско първенство по футбол:
  - Трето място: 1968

## Статистика

### Като треньор
| Отбор          | Години            | Мачове | Мачове | Мачове | Мачове | Мачове |
| Отбор          | Години            | М      | П      | Р      | З      | П %    |
| -------------- | ----------------- | ------ | ------ | ------ | ------ | ------ |
| Ипсуич Таун    | 08.1955 – 04.1963 | 369    | 176    | 75     | 118    | 47,7   |
| Англия         | 05.1963 – 05.1974 | 113    | 69     | 27     | 17     | 61,1   |
| Бирмингам Сити | 09.1977 – 03.1978 | 26     | 10     | 4      | 12     | 38,5   |